# Fayard
Fayard este una din cele mai vechi și cunoscute edituri franceze. A fost fondată la Paris în anul 1857. Este specializată în literatură artistică, științe sociale și arte.